# Samba em Prelúdio
Samba em Prelúdio est une chanson composée en 1962 par le guitariste brésilien Baden Powell et le compositeur Vinicius de Moraes (diplomate, dramaturge, poète, auteur, compositeur).
Elle est enregistrée pour la première fois en novembre 1962 par Geraldo Vandré et Ana lúcia (pt).

## Thème
Samba em Prelúdio est une chanson romantique sur le manque amoureux.

## Genèse
La collaboration des deux hommes, a commencé dans les années 1960, à une époque où Vinicius de Moraes, est alors au sommet de son art. Les deux artistes vont travailler ensemble et produire 25 chansons.
Quand Baden Powell joua Samba em Preludio à la guitare à Vinicius, ce dernier refusa d'écrire les paroles considérant que le thème était un plagiat de Chopin. Vinicius convoqua Lucinha Proença, sa compagne pianiste, fine connaisseuse de l’œuvre du compositeur polonais. Elle lui confirma que la musique était bien originale et surtout une vraie création de Baden. Vinicius répondit en guise de pirouette, que Chopin avait oublié d’écrire celle-ci.

## Exemples d'interprétations
La chanson fut interprétée par de nombreux artistes dans le monde entier.
- Marie Laforêt & Sacha Distel, Elizeth Cardoso, Stefano Bollani, Paulinho Nogueira, Maria Creuza, Ornella Vanoni, Matti Caspi (en) & Yehudit Ravitz[5]...

- Esperanza Spalding a publié une version de la chanson sur son album de 2008 Esperanza, qui a été intégré au programme de musique Edexcel GCSE au Royaume-Uni[6].
- Melody Gardot et Philippe Powell ont inclus la chanson dans leur album 2022 Entre eux deux[7].